# フィアット・ディーノ
フィアット・ディーノ（Fiat Dino ）は、イタリアの自動車メーカー・フィアットが1966年から1973年まで製造した高性能スポーツカーである。フェラーリがその65度V型6気筒 DOHCエンジンをフォーミュラ2に参戦可能な台数まで量産させられるよう、量販目的でフィアットブランドのスポーツカーを開発した。このエンジンはフェラーリ創業者エンツォ・フェラーリの長男、アルフレード・フェラーリ（愛称ディーノ）が病床でアイデアを出したとされ、「ディーノV6」と通称され、フェラーリ自身もディーノ206GTに搭載して市販化した。なお、レース用エンジンの市販車向けのディチューンはフィアット社の在籍した元フェラーリの主任技術者、アウレリオ･ランパルディによって行われた。

## 概要
最初に登場したのはスパイダーで、1965年のトリノ自動車ショーで一般公開され、翌1966年から生産開始された。ピニンファリーナによる抑揚に富んだデザインはフロントエンジンの古典的なプロポーションと相まって、ディーノ206GTとは別種の魅力を持っていた。エンジンはアルミ製シリンダーブロックを持つ1,987cc160馬力/7,200rpmで、最高速度は210km/hであった。

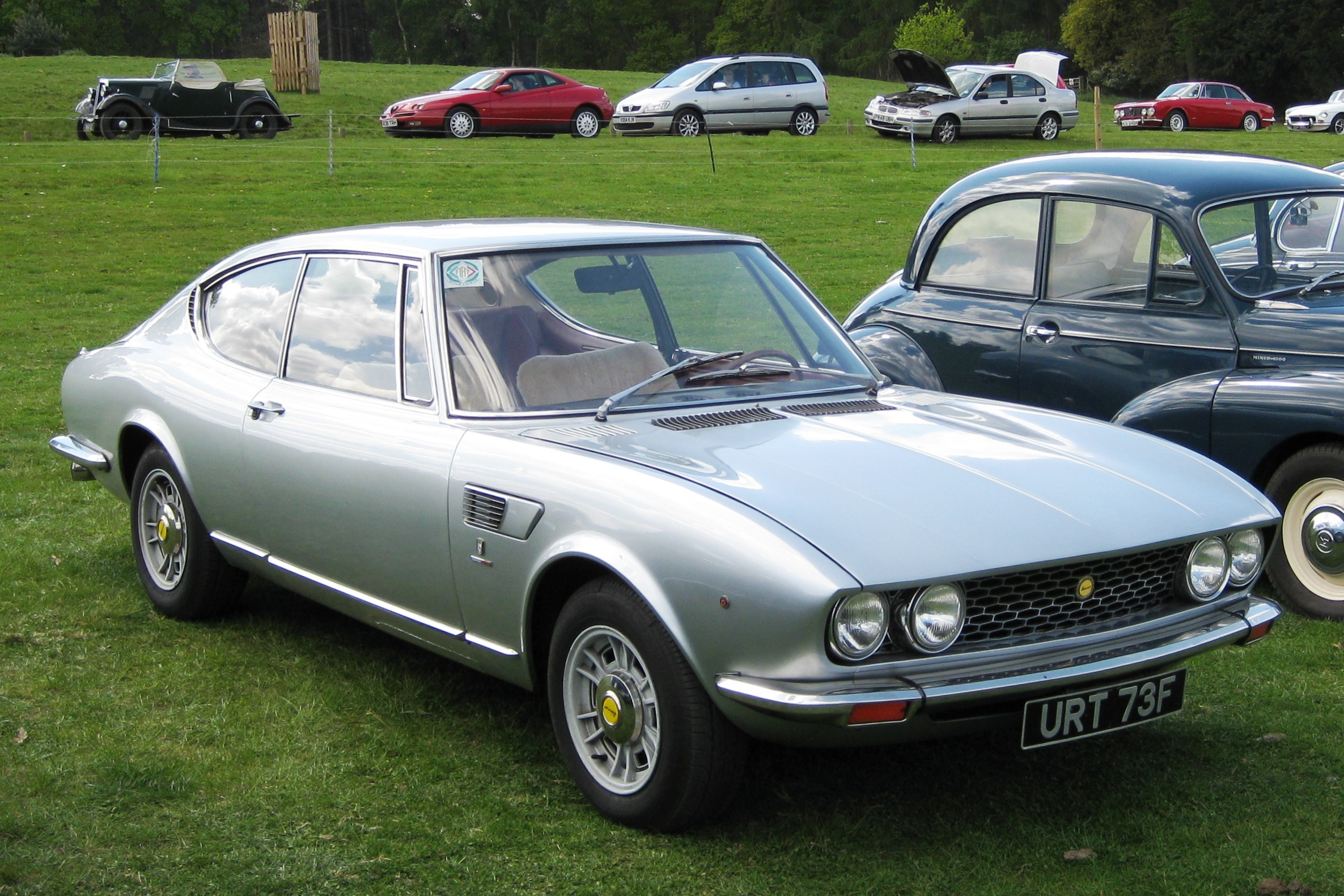
フィアット・ディーノ 2000クーペ（1968）。ベルトーネによるデザインで、全体のフォルムがいすゞ・117クーペと似ている。

その後間もなく、ベルトーネのデザイン・製作による2ドア2+2座クーペが追加された。こちらは直前までベルトーネに在籍し、カロッツェリア・ギアに移籍した前チーフスタイリスト・ジョルジェット・ジウジアーロの作品であるいすゞ・117クーペとの近似性が感じられるデザインとなっている。
1969年にはエンジンが2,418cc180馬力に強化され、シリンダーブロックは鋳鉄製に改められた。この際スパイダーの場合車両重量が1,150kgから1,270kgに増加したが、排気量拡大と出力アップで最高速度は1,987cc版と同等、0－100km/h加速は1,987cc版の8.5秒から8.3秒と、若干ながら性能が向上した。これは1,987ccエンジンがフォーミュラ2のための規定生産台数を満たしたことからの変更で、フェラーリ製のミッドシップ車も同様の変更を受け、246GTB/GTSに発展している。この際、リアサスペンションもフィアット・130と同じストラットとコイルの独立懸架に改められ、乗り心地・操縦性・接地性が改善された。なお、2,418cc版は生産もフィアットではなく、モデナ県マラネッロのフェラーリ工場で行われた。
大衆車のイメージが強いフィアットブランドで作られたため、246GTB/GTSと比較すると地味な存在で中古車価格も低かったが、最近では真価が見直され、特にスパイダー版の人気が上昇しつつある。
なお、当時の日本には正規輸入されなかったが、中古車で並行輸入された例がある。